# 紅石運載火箭
水星-红石運載火箭（英語：Mercury-Redstone Launch Vehicle）是NASA在水星計劃中使用的第一種載人亞軌道飛行運載火箭，改装自红石中程弹道导弹。從1960年到1961年，它被用於六次水星亞軌道飛行，包含四次無人飛行及兩次載人飛行，其中5次成功，1次失败。
紅石運載為NASA提供了一個了解水星計劃飛船性能、失重環境對宇航員的影響以及肯尼迪航天中心的發射和回收操作的機會。
紅石運載火箭使用的引擎為Rocketdyne A-7，推进剂為液氧和乙醇。

## 歷史
1958年10月，美國航空航天局決定開始執行第一個載人空間飛行計劃——水星計劃。水星計劃的目的是將載人的“水星飛船”送到近地軌道飛行並安全返回地面。
經過大約800次對紅石設計的修改，NASA 於1960年11月21日首次發射了一顆不載人的紅石運載火箭（MR-1），但發動機在從發射台起飛後立即關閉，而火箭只上升了大約10厘米。此次發射以失敗告終。
一個月以後，紅石運載火箭進行了5次亞軌道飛行（其中兩次為載人飛行），皆獲成功。

## 飛行記錄
紅石運載火箭的6次發射都在佛羅里達州的肯尼迪航天中心進行發射。紅石運載火箭的任務名稱以前綴「MR-」命名。注意，任務名稱和火箭名稱並不一定相同。
水星-紅石計劃包括以下飛行：四次無人飛行（MR-1、MR-1A、MR-2 和 MR-BD）和兩次載人飛行（MR-3 和 MR-4）。
MR-4 和 MR-6 兩枚火箭並沒有飛行過。
| 任務         | 任務名稱 | 火箭名稱 | 太空人        | 發射日期       | 持續時間         | 備註                                               |
| ------------ | -------- | -------- | ------------- | -------------- | ---------------- | -------------------------------------------------- |
| 水星-紅石1號 | MR-1     | MR-1     | N/A           | 1960年11月21日 | 00d 00h 00 m 02s | 升空100毫米後由於電力故障回到發射台                |
| 水星-紅石1A  | MR-1A    | MR-3     | N/A           | 1960年12月19日 | 00d 00h 15m 45s  | 水星飛船和紅石助推火箭的首飛                       |
| 水星-紅石2號 | MR-2     | MR-2     | N/A           | 1961年1月31日  | 00d 00h 16m 39s  | 搭載含做亞軌道飛行。載有黑猩猩漢姆（Ham）          |
| 水星-紅石BD  | MR-BD    | MR-5     | N/A           | 1961年3月24日  | 00d 00h 8m 23s   | 紅石火箭研發階段的測試飛行                         |
| 水星-紅石3號 | MR-3     | MR-7     | 艾倫·謝潑德   | 1961年5月5日   | 00d 00h 15m 28s  | 首位進行亞軌道飛行的美國人                         |
| 水星-紅石4號 | MR-4     | MR-8     | 維吉爾·格里森 | 1961年7月21日  | 00d 00h 15m 37s  | 第二次亞軌道飛行。飛船在降落後因艙口爆裂而沉入水中 |

## 外部連結
- The Mercury-Redstone Project （页面存档备份，存于）